# Ola Larsson

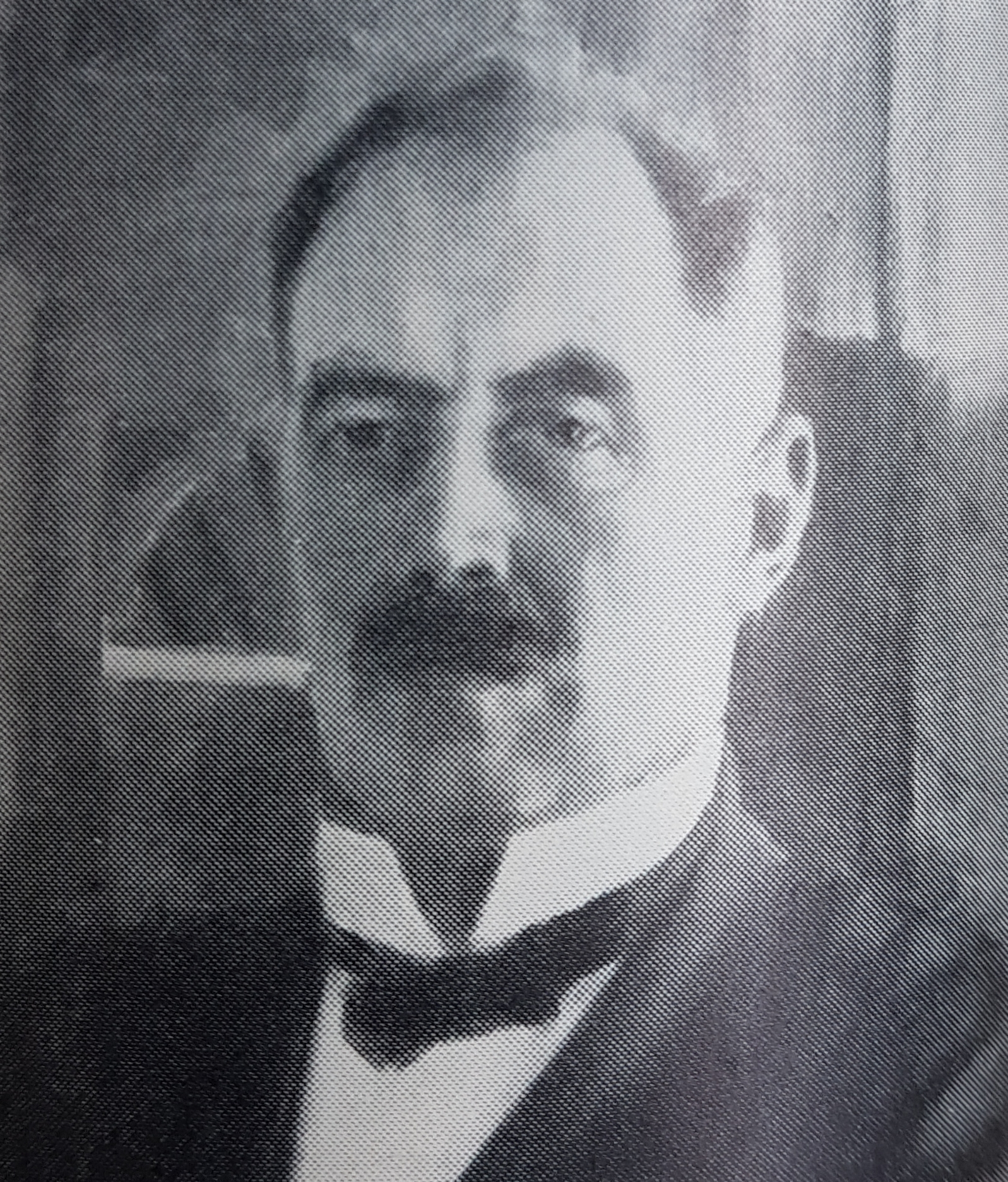
Ola Larsson, självporträtt

Ola Larsson, född 25 juli 1863 i Västra Vemmenhög, Malmöhus län, död 6 maj 1939 i Västra Vemmenhög, var en svensk målare, tecknare och skulptör.
Han var son till lantbrukaren Lars Olsson och Karna Andersdotter och gift första gången 1919 med Elisabeth Pålsson och andra gången från 1923 med Amanda Wifvensson. Han var far till Wive och Wämund Larsson. Han växte upp på faderns gård och efter avslutad skolgång studerade han tyska för diktaren Ola Hansson i Västra Vemmenhög. Därefter studerade han vid folkhögskolan Hvilan i Åkarp. Han kom sedan att arbeta som lärling i dekorationsmåleri för Svante Thulin i Lund. 
I slutet av 1880-talet studerade han konst för Reinhold Callmander vid Slöjdföreningens skola i Göteborg och för Overgaard, Frederik Vermehren och Julius Exner vid den danska Konstakademien i Köpenhamn 1890-1893. Hösten 1893 antogs han som elev vid Konstakademien i Stockholm där han studerade fram till 1898 med Georg von Rosen, Gustaf Cederström och John Börjeson som lärare. Han tilldelades skolans 2:a guldmedalj 1897 för målningen Systers bröllop på Vemmenhög. Efter sina studier bosatte han sig på gården i Vemmenhög och med några få avbrott för studier hos Velazquez i Madrid samt självstudier i Berlin och Paris var han bosatt där fram till sin död. Efter att hans far som var en myndig kommunalpamp dog 1925 övertog han driften av gården och han valdes in i flera kommunala nämnder. Han ställde ut separat endast en gång i sitt liv och det var på Rådhuset i Malmö 1932. Han medverkade i Baltiska utställningen och i samlingsutställningar på Konstakademien och med Konstföreningen för södra Sverige, Skånska konstnärslaget samt Skånes konstförening. 

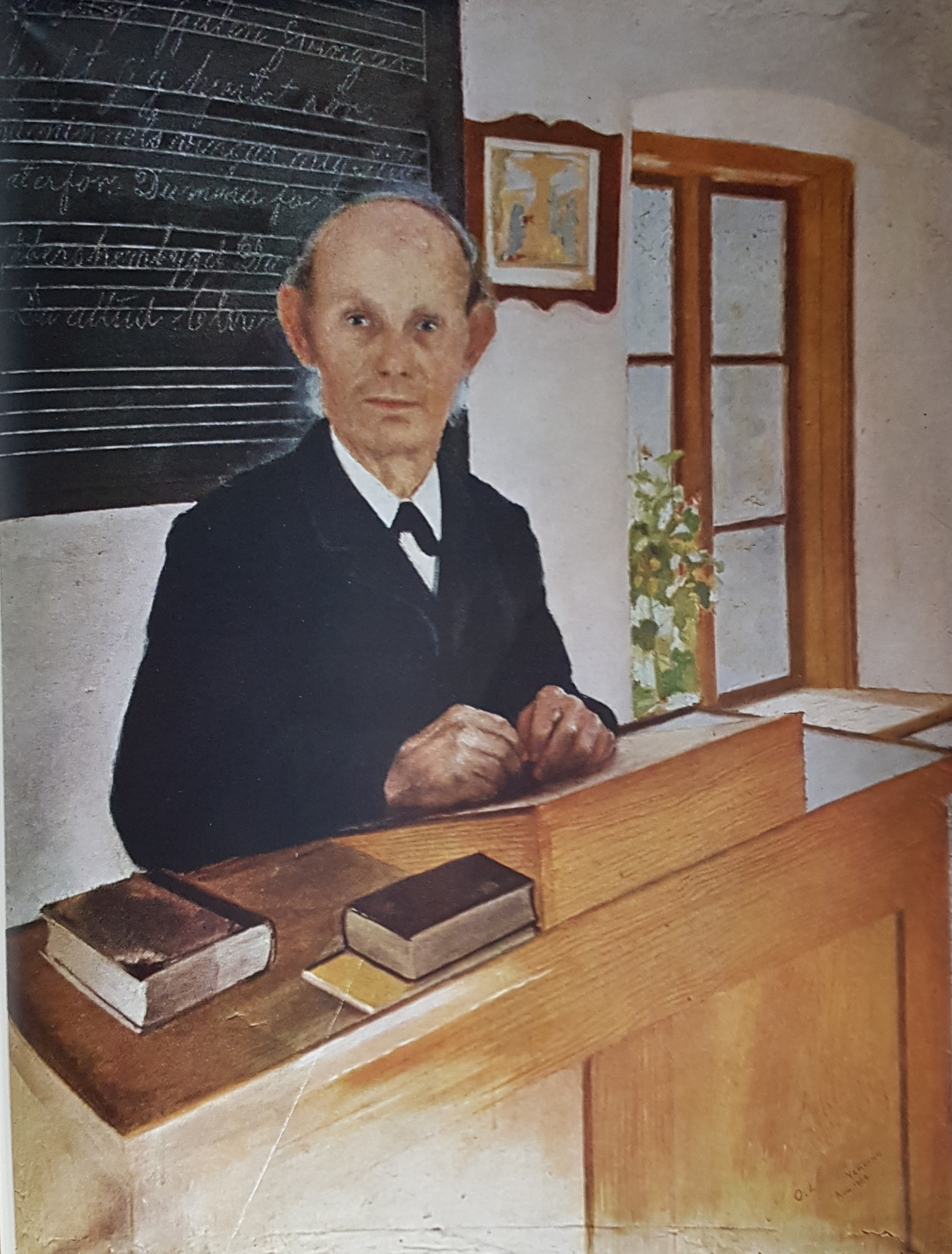
Skolläraren
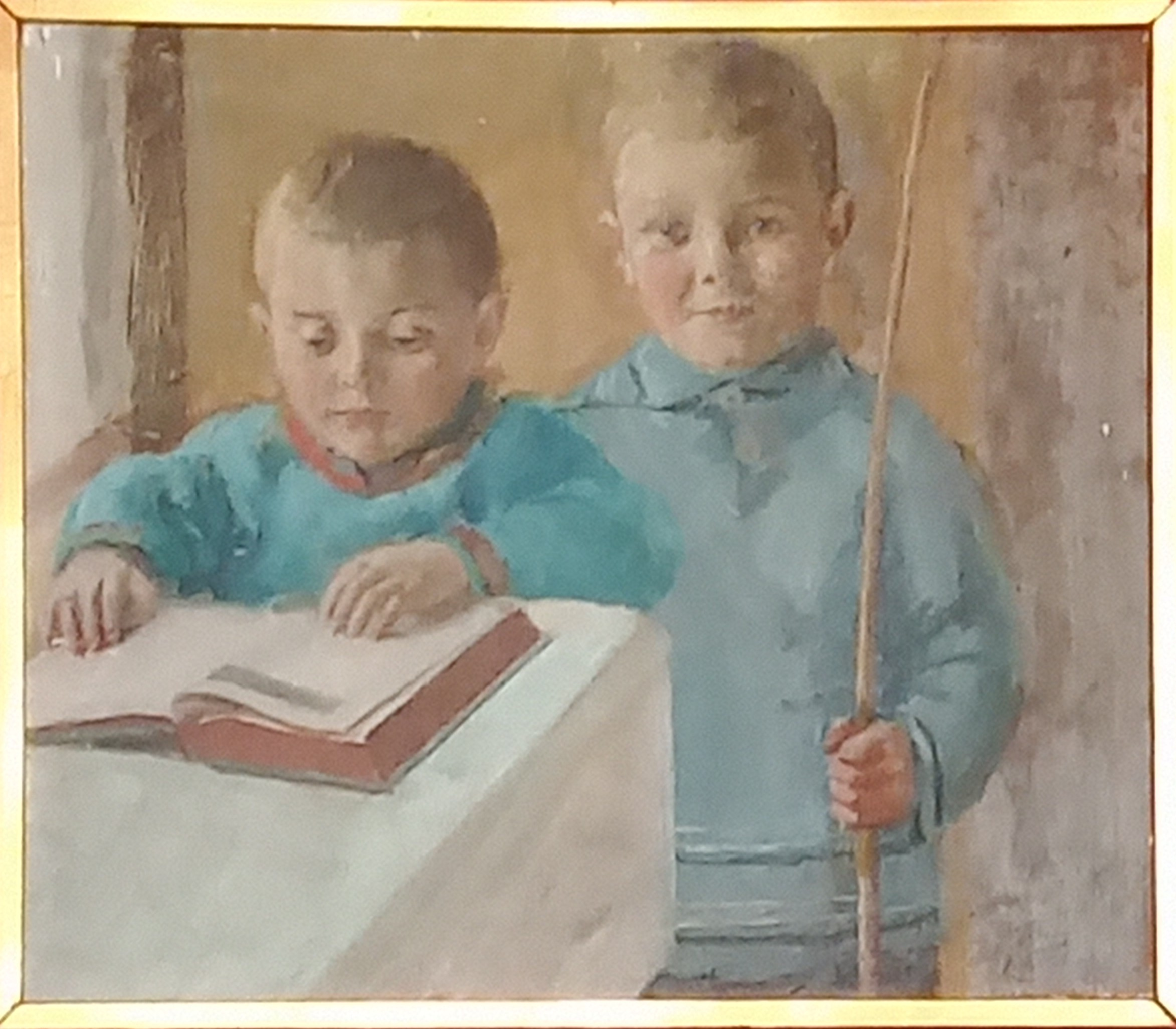
Konstnärens söner, ca 1928-1929

En minnesutställning med Larssons konst visades på Malmö museum 1943 och en utställning med teckningar, akvareller och skulpturer visades på SDS-hallen i Malmö 1955. Bland hans mer noterbara porträtt märks de av riksdagsmannen Hans Andersson och konsuln Eric Wikström. Hans konst består av folkliga porträtt, landskap och stillsamma genreinteriörer. Larsson är representerad vid Statens Museum for Kunst i Köpenhamn, Malmö museum, Nationalmuseum och Tomelillas konstsamling.